# IC 180
IC 180 — галактика типу Sb (компактна витягнута галактика) у сузір'ї Овен.
Цей об'єкт міститься в оригінальній редакції індексного каталогу.